# Ootypus globosus
Ootypus globosus är en skalbaggsart som först beskrevs av Joseph Waltl 1838.  Ootypus globosus ingår i släktet Ootypus, och familjen fuktbaggar. Arten är reproducerande i Sverige.